# Ото I (Салм-Кирбург-Мьорхинген)
Вижте пояснителната страница за други личности с името Ото I.
Ото I фон Залм-Кирбург-Мьорхинген „Стари“ (на немски: Otto I von Salm-Kyrburg-Mörchingen; * 15 август 1538; † 7 юни 1607, замък Кирбург до Кирн) е вилд-и Рейнграф в Залм-Кирбург-Мьорхинген (1548 – 1607).

## Произход
Той е син на Йохан VIII (1522 – 1548), вилд-и Рейнграф на Кирбург-Мьорхинген, и съпругата му графиня Анна фон Хоенлое-Валденбург (1520/1524 – 1594), дъщеря на граф Георг I фон Хоенлое-Валденбург (1488 – 1551) и първата му съпруга Пракседис фон Сулц/Зулц (1495 – 1521).
Майка му се омъжва втори път през 1549 г. за граф Йохан IX фон Сайн (1518 – 1560) и той е полубрат на Анна Амалия фон Сайн (1551 – 1571), омъжена на 27 юли 1567 г. за граф Георг III фон Ербах-Бройберг (1548 – 1605).

## Фамилия
Ото I се жени на 23 юни 1567 г. във Вайлбург за графиня Отилия фон Насау-Вайлбург (* 27 юли 1546; † ок. 1610), дъщеря на граф Филип III фон Насау-Вайлбург (1504 – 1559) и третата му съпруга Амалия фон Изенбург-Бюдинген (1522 – 1579). Те имат 13 деца:
- Йохан Якоб (1568 – 1571)
- Георг Филип (1570 – 1571)
- Анна (1572 – 1608), омъжена на 1 декември 1589 г. за Еберхард фон Раполтщайн (1570 – 1637), син на Егенолф III фон Раполтщайн (1527 – 1585) и втората му съпруга Мария фон Ербах (1541 – 1606)
- Амалия (1573 – 1616)
- Катарина (1574 – 1654), омъжена на 13 юли 1590 г. за фрайхер Хуго II фон Шьонбург-Глаухау (1559 – 1606), син на Хуго I фон Шьонбург-Глаухау, Ной-Шонбург (1529/30 – 1566/1584)
- Йохан IX (1575 – 1623), вилд-и Рейнграф в Залм-Кирбург-Мьорхинген, женен ок. 1593 г. за Анна Катарина фон Крихинген († 1638)
- Анна Мария (1576 – ок. 1620), омъжена на 5 юни 1596 г. за граф Лудвиг Георг фон Щолберг-Ортенберг (1562 – 1618), син на граф Хайнрих фон Щолберг (1509 – 1572)
- Йохан Казимир (1577 – 1651), вилд-и Рейнграф в Залм-Кирбург (1607 – 1651), женен I. на 17 май 1607 г. за Доротея фон Золмс-Лаубах (1579 – 1631), II. 1633 г. за Анна Юлиана фон Лайнинген-Дагсбург-Харденбург (1599 – 1685)
- Ото II (1578 – 1637), граф в Кирбург-Дронекен, шведски губернатор на Елзас, женен I. на 22 ноември 1614 г. за графиня Клаудия фон Мандершайд-Шлайден (1581 – 1622), II. на 21 юли 1623 г. за Филипа Барбара фон Флекенщайн († пр. 1637)
- Георг Фридрих († 1602, Унгария)
- Анна Магдалена († сл. 1607)
- Емилия Елизабет (1582 – 1644)
- Анна Юлиана (1584 – 1640), омъжена на 23 февруари 1626 г. за граф Йохан Филип II фон Лайнинген-Дагсбург-Харденбург (1588 – 1643), син на граф Емих XII фон Лайнинген-Дагсбург-Харденбург (1562 – 1607)